# Serenity (película de 2019)
Serenity es una película de thriller dirigida y escrita por Steven Knight. La película está protagonizada por Matthew McConaughey, Anne Hathaway, Diane Lane, Jason Clarke, Djimon Hounsou y Jeremy Strong.
La película fue estrenada el 25 de enero de 2019, por Aviron Pictures.

## Argumento
Baker Dill es un capitán de barco pesquero que vive una vida tranquila y protegida en una isla frente a la costa de Florida. Pasa sus días liderando giras en un enclave tranquilo y tropical llamado Isla de Plymouth y está obsesionado con la captura de un atún aleta amarilla gigante evasivo a quien llama "Justicia".
Un día, su exesposa Karen lo rastrea con una súplica desesperada por ayuda. Ella le ruega a Dill que la salve a ella y a su pequeño hijo de su nuevo y violento esposo, Frank, ofreciéndole a Dill $ 10 millones para dejar a su esposo en el océano para que lo coman los tiburones. Ella le dice a Dill que Frank llegará más tarde en la semana y que lo han reservado para un viaje de pesca, la oportunidad perfecta para que Dill lo deje caer por la borda.
Dividido entre lo que está bien y lo que está mal, Dill regresa a una vida que había tratado de olvidar, ya que su mundo se sumerge en una nueva realidad que puede no ser todo lo que parece.
Pronto se hace evidente que Dill es un personaje de un juego de computadora basado en una persona real llamada John Mason, quien fue asesinado en Irak en 2006 y fue el padre del diseñador del juego, Patrick. Patrick había basado el personaje en un recuerdo de su padre llevándolo a pescar cuando tenía tres años. No pescaron ningún pez (por lo que Dill no puede atrapar a Justice), pero cuando Karen, una viuda, se vuelve a casar, Patrick más tarde presenta a su madre y a su padrastro abusivo como nuevos personajes en el juego, y cambia el de Dill de la tarea de atrapar atún a la de asesinar a su padrastro.
Dill pronto comienza a darse cuenta de que él y los demás habitantes de la isla de Plymouth son meramente personajes de inteligencia artificial creados por su propio hijo. Sin embargo, decide seguir el objetivo de matar a Frank.
Mientras Dill lleva a cabo el objetivo, Patrick reúne el coraje para enfrentar a Frank en la vida real y lo apuñala en el pecho con un cuchillo que solía pertenecer a su padre. Frank muere y Patrick es acusado de asesinato, pero lo liberan bajo la custodia de su madre mientras espera el juicio. Él diseña un nuevo juego de computadora en el que él y su padre se reencuentran.

## Reparto
- Matthew McConaughey como Baker Dill.
- Anne Hathaway como Karen.
- Diane Lane como el interés amoroso de Baker.
- Jason Clarke como Frank Zariakas, el esposo de Karen.
- Djimon Hounsou como Duke
- Jeremy Strong como Reid Miller.
- Charlotte Butler como Lois.
- David Butler como Jack.
- Rafael Sayegh como Patrick Dill.

Hathaway dijo que le atraía interpretar a Karen porque el personaje se pone una "máscara" definida por la "mirada masculina", y también que no se le suele pedir que interprete este tipo de personajes.

## Doblaje
| Personaje      | Actor original      | Actor de doblaje · México | Actor de doblaje · España |
| -------------- | ------------------- | ------------------------- | ------------------------- |
| Baker Dill     | Matthew McConaughey | Óscar Flores              | Sergio Zamora             |
| Karen Zariakas | Anne Hathaway       | Cristina Hernández        | Nuria Trifol              |
| Constance      | Diane Lane          | Gabriela Gómez            | Mercedes Montalá          |
| Frank Zariakas | Jason Clarke        | Leonardo García           | Jordi Ribes               |
| Duke           | Djimon Hounsou      | Gerardo Vásquez           | Ángel Del Río             |
| Reid Miller    | Jeremy Strong       | Raúl Anaya                | Nacho De Porrata          |
| Jack           | David Butler        | José Luis Miranda         | Ramón Rocabayera          |

## Estreno
En febrero de 2018, Aviron Pictures adquirió los derechos de distribución de la película. La película estaba programada para estrenarse el 28 de septiembre de 2018. Sin embargo, más tarde se retrasó hasta el 19 de octubre de 2018 y luego nuevamente hasta el 25 de enero de 2019.

## Recepción
Serenity recibió reseñas generalmente negativas de parte de la crítica y de la audiencia. En el sitio web especializado Rotten Tomatoes, la película posee una aprobación de 21%, basada en 200 reseñas, con una calificación de 4.0/10, y con  un consenso crítico que dice: "Un misterio de alto concepto con un giro, Serenity no es lo que parece ser al principio, desafortunadamente, tampoco es tan inteligente o entretenida como parece". De parte de la audiencia tiene una aprobación de 30%, basada en 1069 votos, con una calificación de 2.5/5.
El sitio web Metacritic le dio a la película una puntuación de 37 de 100, basada en 38 reseñas, indicando "reseñas generalmente desfavorables". Las audiencias encuestadas por CinemaScore le otorgaron a la película una "D+" en una escala de A+ a F, mientras que en el sitio IMDb los usuarios le asignaron una calificación de 5.4/10, sobre la base de 41 849 votos. En la página web FilmAffinity la cinta tiene una calificación de 4.3/10, basada en 2397 votos.